# Benedetto Fioretti
Benedetto Fioretti, noto anche come Udeno Nisiely e Fracastoro, (Mercatale, 18 ottobre 1579 – Pistoia, 30 giugno 1642), è stato un filosofo, filologo, teologo grammatico, poeta, critico letterario, ed educatore italiano. italiano.
Fu autore del lavoro Proginnasmi poetici (pubblicato in 5 volumi tra il 1620 e il 1639), un'ampia raccolta di note critiche su autori di varie epoche, dai greci e latini agli scrittori italiani del XVI secolo, da cui emergono la straordinaria versatilità e ricchezza interessi dell'autore.
Come moralista, scrisse le opere Osservazioni di creanze e Esercizi morali (1633). Fu critico acerrimo di Ariosto, Aristotele e altri autori classici. È stato anche cofondatore dell'Accademia degli Apatisti. Secondo Girolamo Tiraboschi, era più un poeta che un filosofo.

## Biografia
A ventidue anni divenne prete, ma trascurò i suoi doveri di ministro di Dio, avendo una vita così indisciplinata che il conte Giovanni Bardi, il feudatario di Vernio, lo ammonì ad una vita più contenuta. Ma ha risposto alle minacce con una satira che raggiunse le mani del conte, che immediatamente ordinò l'arresto di Fioretti. Ma il prete accorto fuggì, e i partigiani del conte trovarono solo un'iscrizione nella casa del prete che recita: Resurrexit, non est hic.
Infatti, si era rifugiato a Firenze, dove, nel tempo, cambiò completamente stile di vita: si dedicò agli studi e alla letteratura e divenne un sacerdote virtuoso. Rimase isolato nella sua residenza di Oriuolo e cambiò anche il nome diventando Udeno Nisieli, che significa "di nessuno, ad eccezione di Dio". 
Ha pubblicato numerosi lavori, dimostrandosi diligente filologo e critico critico. Il suo capolavoro è la raccolta di poesie Proginnasmi, in cinque volumi, contenente critiche ai poeti greci, latini e italiani. La figura di Benedetto Fioretti è stata dimenticata dalla letteratura nel tempo, forse perché era eccessivamente franco.
Al suo pseudonimo era solito aggiungere la qualifica di "accademico apatita", come ad indicare la mancanza di passione nelle sue considerazioni poetiche. La totale imparzialità dei suoi giudizi era una condizione essenziale per sentirsi membro di questa accademia immaginaria, che più tardi, con la generosità di Agostino Coltellini, si concretizzò con l'obiettivo di riunire persone con abitudini salutari e politici impegnati.
Secondo Francesco Cionacci (1633-1714), nella sua opera Vita di Benedetto Fioretti, fu sepolto nella chiesa di San Basilio dei confratelli della Congregazione dello Spirito Santo, a cui lasciò come eredità la sua biblioteca e i suoi scritti.

## Opere
- Benedetto Fioretti, Polifemo Briaco, 1627.
- Benedetto Fioretti, Proginnasmi poetici, vol. 1, Firenze, appresso Zanobi Pignoni, 1620. URL consultato il 18 marzo 2020.
- Benedetto Fioretti, Proginnasmi poetici, vol. 2, Firenze, appresso Zanobi Pignoni, 1620. URL consultato il 18 marzo 2020.
- Benedetto Fioretti, Proginnasmi poetici, vol. 3, Firenze, appresso Zanobi Pignoni, 1627. URL consultato il 18 marzo 2020.
- Benedetto Fioretti, Proginnasmi poetici, vol. 4, Firenze, nella Stamperia di Zanobi Pignoni, 1638. URL consultato il 18 marzo 2020.
- Benedetto Fioretti, Proginnasmi poetici, vol. 5, Firenze, nella stamperia di Pietro Nesti all'insegna del Sole, 1639. URL consultato il 18 marzo 2020. Il quinto volume dei Proginnasmi poetici venne presentato a Leopoldo I di Toscana che lo definì "un'opera di grande erudizione, che pesa i meriti dei grandi scrittori dell'universo, e rivela i più singolari artifici della Poetica"[6].
- Benedetto Fioretti, Esercizi morali, 1633. URL consultato il 18 marzo 2020.
- Benedetto Fioretti, Rimario e Sillabario, Firenze, per Zanobi Pignoni, 1641. URL consultato il 18 marzo 2020.